# Bokhara-Suzanimatta
Bokhara-Suzanimattor, broderade mattor som härstammar från Centralasien, särskilt Bokhara i Uzbekistan. De broderades på 1700- och 1800-talen av kvinnorna i familjerna som en del av de unga flickornas hemgift i gengäld för det pris som betalades för bruden. Mattorna är tillverkade av handvävd bomull och broderade med silke i många färger.